# Riverside (Cardiff)
Pour les articles homonymes, voir Riverside.
Riverside (en anglais) ou Glan yr Afon (en gallois) est un quartier de la ville de Cardiff, au pays de Galles, disposant du statut de communauté.

## Géographie
Riverside se situe juste à l'ouest du centre-ville de Cardiff, dont il est séparé par la Taf. Le quartier de Pontcanna en a été détaché en 2016 pour former une nouvelle communauté. 

## Démographie
Au recensement de 2011, la communauté de Riverside comptait 13 771 habitants.